# Дель Монте, Франческо
Франческо дель Монте (итал. Francesco del Monte, полное имя Франческо Мария Бурбон дель Монте Санта Мария итал. Francesco Maria Bourbon del Monte Santa Maria; 5 июля 1549, Венеция, Венецианская республика — 27 августа 1626 или 1627, Рим) — итальянский епископ, кардинал и дипломат при Святом Престоле в Ватикане. Известен как коллекционер произведений искусства, меценат и один из самых важных покровителей живописца Караваджо, был также другом и защитником Галилео Галилея. Имел титул маркиза Монте-Санта-Мария (1615—1626).

## Биография
Франческо Мария Бурбон дель Монте-Санта-Мария родился в Венеции 5 июля 1549 года в дворянской семье тосканского происхождения, многие члены которой в то время входили в курию кардиналов. Бурбоны дель Монте были регентами маркизата Монте-Санта-Мария, имперского феодального владения между Великим герцогством Тосканским и Папским государством. Из этой же семьи вышел Папа римский Юлий III. Франческо был сыном маркиза Раньери, первого графа Монте Бароччо (Monte Baroccio), и Минервы Пианозы, и принадлежал к линии Бурбонов Сан-Фаустино (Bourbon di San Faustino).
После учебы он получил степень доктора юридических наук и, ещё до принятия духовного сана, стал почётным аббатом Санта-Кроче-а-Монте-Фабали. Затем отправился в Рим аудитором кардинала Алессандро Сфорца (1534—1581) и допущен ко двору кардинала Фердинандо I Медичи. С 1580 года занимал должность референдара трибунала Апостольской сеньятуры (Segnatura Apostolica), был секретарем кардинала Фердинандо I Медичи.
Назначенный папой Сиксте V на консистории 14 декабря 1588 года кардиналом-дьяконом, он получил пурпур и диаконию Санта-Мария-ин-Домника 9 января 1589 года. Франческо дель Монте участвовал во многих папских конклавах. Избранный кардиналом-епископом, 16 сентября 1615 года он был назначен на престол Палестрины (Лацио) и по указанию папы Павла V рукоположен в епископы 7 декабря того же года в Сикстинской капелле в Ватикане. Он стал деканом Священной коллегии кардиналов и считался одной из самых влиятельных фигур в римской курии.
Помимо куриальной функции, он выполнял роль дипломата и администратора: представлял в Риме интересы великого герцога Тосканы и кардинала Фердинандо Медичи.
Франческо Мария Бурбон дель Монте-Санта-Мария скончался 27 августа 1627 года в своей римской резиденции Палаццо Мадама. Его похороны прошли в церкви Сан-Луиджи-деи-Франчези, а захоронение — в церкви Сант-Урбано-алла-Каффарелла в Риме.

## Покровитель наук и искусств
Франческо дель Монте был активным сторонником поддержки наук и искусств. В Палаццо Мадама, в котором он проживал, в силу своего тосканского происхождения и близких отношений с семьёй Медичи, он встречался с многими интеллектуалами своего времени, проезжавшими через Рим. Некоторые из них останавливались в Палаццо Мадама по нескольку раз, например, Галилео Галилей. Действительно, кардинал вместе со своим старшим братом Гвидобальдо «помог Галилею получить право лекций по математике в Пизе в 1589 году и в Падуе в 1592 году». После успехов, последовавших за открытием планет Галилей подарил кардиналу копию «Sidereus nuncius» и подзорную трубу. Когда учёный отправился в Рим в 1611 году, великий князь Козимо II дал ему рекомендательное письмо, адресованное кардиналу дель Монте. Кардинал «ответил тосканскому принцу, что защитит рекомендованное ему лицо, так как он его друг».
Кардинал был владельцем большой коллекции античных произведений искусства, среди которых была Портлендская ваза, шедевр древнеримского стеклоделия II в. н. э. Франческо дель Монте находился в дружеских отношениях с кардиналом Бенедетто Джустиниани, как и он сам, выдающимся меценатом и коллекционером произведений искусства. На момент его смерти коллекция Дель Монте насчитывала более 600 картин, в том числе работы Караваджо; поддержка кардиналом молодого ломбардского художника оказалась необычайно важной для его творческой судьбы.
Фактически кардинал приютил Караваджо в Палаццо Мадама, а также во дворце Монте-Санта-Мария Тиберина, столице имперского феодального владения, регентом которого он был, что стимулировало художника к созданию новых произведений. Караваджо также имел «возможность попробовать свои силы в настенной росписи, единственный известный случай в его карьере»: это касается плафонной росписи в комнате, посвящённой алхимии в Казино Людовизи, в то время принадлежавшем кардиналу дель Монте. Роспись выполнена маслом по штукатурке: «Юпитер, Нептун и Плутон» (1597); с помощью образов, заимствованных из классической мифологии, она отражает одно из увлечений кардинала: алхимию, а именно алхимическую триаду Парацельса.